# Стара Самаєвка
Стара Сама́євка (рос. Старая Самаевка, ерз. Сире Сомай) — село у складі Ковилкінського району Мордовії, Росія. Входить до складу Рибкинського сільського поселення.
Населення — 205 осіб (2010; 231 у 2002).
Національний склад станом на 2002 рік:
- мокша — 89 %